# Saffranssiska
Saffranssiska (Spinus siemiradzkii) är en sydamerikansk fågel i familjen finkar inom ordningen tättingar. Den förekommer i delar av Ecuador och Peru. Artens bestånd är litet och utbredningsområdet begränsat, men kategoriseras som livskraftig av IUCN.

## Utseende och läte
Saffranssiskan är en liten (11 cm), färgglad gulsvart fink. Hanen är gul med svart huvud, stjärt och vingar samt gula kanter på täckarna och gult vid handpennornas bas. Honan är mattare färgad och saknar det svarta på huvudet. Liknande kapuschongsiskan (S. magellanica) har olivfärgad istället för gul mantel med svarta inslag och båda könen har mycket mindre gult generellt. Flyktlätet är ett ljust kvitter.

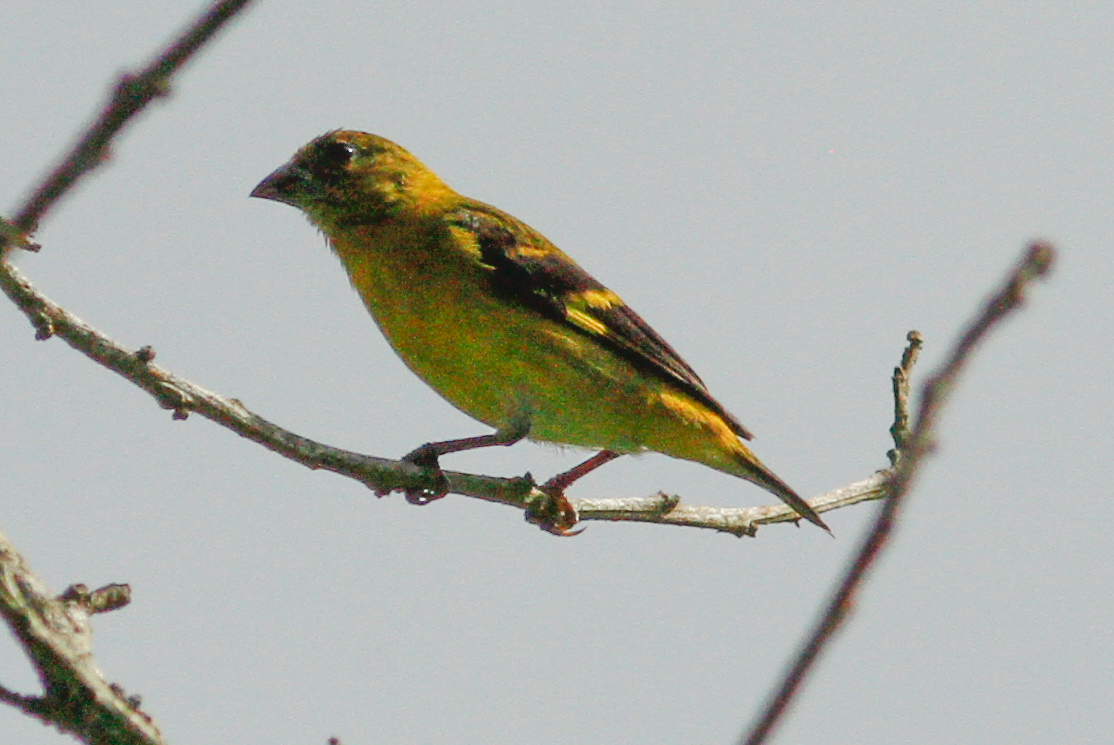
rigght

## Utbredning och systematik
Fågeln förekommer i sydvästra Ecuador, på Isla Puná och i nordvästligaste Peru (Tumbes). Den behandlas som monotypisk, det vill säga att den inte delas in i några underarter.

### Släktestillhörighet
Saffranssiskan placerades tidigare i det stora släktet Carduelis, men genetiska studier visar att det är kraftigt parafyletiskt och att typarten steglitsen snarare är närmare släkt med vissa arter i Serinus. Numera bryts därför saffranssiska liksom övriga amerikanska siskor samt den europeiska och asiatiska grönsiskan ut ur Carduelis och placeras tillsammans med den asiatiska himalayasiskan (tidigare i Serinus) istället till släktet Spinus.

## Status
Saffranssiskan har en liten och fragmenterad världspopulation bestående av uppskattningsvis 2 500 till 10 000 vuxna individer. Den tros också minska i antal till följd av habitatförlust. Trots det kategoriserar internationella naturvårdsunionen IUCN arten som livskraftig.

## Namn
Fågelns vetenskapliga artnamn hedrar Prof. Józef Siemiradzki (1858–1933), polsk paleontolog, geolog och upptäcktsresande i tropiska Sydamerika 1882-1883, 1892 och 1895.